# فكتور بوندار
فكتور بوندار (بالأوكرانية: Віктор Васильович Бондар)‏ هو سياسي أوكراني، ولد في 5 نوفمبر 1975 في أوكرانيا. حزبياً، نشط في Revival (Ukraine) ‏. وقد انتخب نائب الشعب الأوكراني ‏ خلال فترته النيابية ‏ (27 نوفمبر 2014 – ) وانتخب نائب الشعب الأوكراني ‏ خلال فترته النيابية ‏ (12 ديسمبر 2012 – 27 نوفمبر 2014).